# بنك ڤير التعاوني
'''بنك ڤير التعاوني''' (الألمانية: WIR Bank Genossenschaft) هو بنك تعاوني سويسري له تسعة فروع انبثقت من منظمة دعم الذاتية. منذ عام 2020، أطلق البنك التعاوني على نفسه في المجال العام اسم بنك ڤير وتعني حرفياً بنك نحن، على الرغم من أن الاسم القانوني يظل هو بنك ڤير التعاوني او بنك نحن التعاوني.

## التاريخ
تأسست الجمعية التعاونية المسماة (دائرة التعاون الاقتصادية) في عام 1934 على يد فيرنر زيمرمان و15 شخصًا آخر.  تعود الفكرة إلى التعاونية الدنماركية J.A.K (ما يسمى بـ Afregningscentralen او مركز المقاصة)، وهي نظام تسوية بدون نقد، والذي تم إطلاقه أيضًا في عام 1934. قام زيمرمان والعضو المؤسس بول إنز بمراقبة هذا النظام الدنماركي أثناء رحلتين دراسيتين الى الدنمارك في عام 1934. وفي عام 1936 تم منح الجمعية وضعاً مصرفيًا.
خلال الأزمة الاقتصادية العالمية ونقص السيولة المرتبط بها، قامت الشركات بتخزين أموالها بدلاً من استثمارها، مما أدى إلى زيادة ندرة المعروض النقدي. من خلال تأسيس دائرة التعاون الاقتصادية، استجاب رجال الأعمال لهذه الأزمة من خلال هذه المبادرة للمساعدة الذاتية. من أجل مكافحة تخزين الأموال، تم إنشاء العملة التكميلية ڤير WIR التي تعني نحن بالألمانية. ترتبط قيمة عملة ڤير بالفرنك السويسري (1 ڤير = 1 فرنك سويسري). الميزة الرئيسية هي طبيعتها الخالية من الفوائد. كحافز لإنفاق الأموال بسرعة وتوليد المبيعات بين المشاركين - الشركات الصغيرة والمتوسطة الحجم في سويسرا - فإن الأرصدة في الحسابات لا تحمل فوائد. في الأيام الأولى، لم يكن يتم دفع أي فوائد على الودائع فحسب، بل كان يتم أيضًا فرض رسوم احتفاظ عليها. ومن شأن هذا أن يزيد من الحافز لإعادة سحب الأموال إلى التداول بسرعة. رغم التخلي عن ضمان التداول في عام 1948، فإن حسابات ڤير لا تزال لا تحمل فائدة حتى اليوم.

## الدخول في مجال عمل الفرنك السويسري والانفتاح على غير الأعضاء
في عام 1997، بدأ بنك ڤير توسعه التدريجي في مجال عمل الفرنك السويسري العام، ثم أعقب ذلك إعادة تسميته إلى بنك ڤير التعاوني في عام 1998. وقد قدمت الخدمات المصرفية التقليدية وفتحت أبوابها للجمهور في عام 2000. ومنذ ذلك الحين، أصبحت منتجات الاستثمار والمعاشات التقاعدية وكذلك خدمات الدفع المحلية متاحة أيضًا للعملاء دون الحاجة إلى اتصال مباشر بنظام المقاصة الخاص ببنك ڤير.
تعتبر أموال العملاء بمثابة مصدر مهم لإعادة تمويل قروض الفرنك السويسري، والتي تتوفر لكل من الشركات الصغيرة والمتوسطة والعملاء من القطاع الخاص. منذ عام 2005، يقدم البنك أيضًا تمويلًا مشتركًا من قروض عملة ڤير والفرنك السويسري للعملاء من القطاع الخاص في ظل ظروف معينة.
أدى تعديل النظام الأساسي المعتمد في الاجتماع العام في عام 2022 إلى فتح العضوية وهيكل رأس المال للتعاونية. الآن أصبح بإمكان جميع عملاء البنك أن يصبحوا أعضاء في التعاونية من خلال شراء شهادة أسهم. يعكس هذا التغيير قاعدة أوسع من أعضاء التعاونيات ويمثل بشكل أفضل هيكل عملاء البنك الحالي.

## أرقام
اعتباراً من منتصف عام 2023، أبلغ بنك ڤير عن إجمالي أصول بقيمة 6.3 مليار فرنك سويسري. بلغت ودائع العملاء بالفرنك السويسري والودائع بعملة ڤير 4.4 مليار فرنك سويسري، في حين بلغت قروض العملاء 4.6 مليار فرنك سويسري. وأدى ذلك إلى تحقيق ربح بلغ نحو 11 مليون فرنك.
في عام 1993، بلغت المبيعات في ذروتها حوالي 2.5 مليار فرنك سويسري، وفي عام 2016 كان هذا الرقم لا يزال حوالي 1.3 مليار فرنك سويسري، وفي عام 2018 من المتوقع أن تكون المبيعات أقل من مليار فرنك سويسري. في عام 2021، كان هناك 28000 عميل، منهم 26000 يشاركون في شبكة ڤير. 

## العلاقة مع نظريةالاقتصاد حر
نظام ڤير هو نظام نقدي تكميلي ، والذي، وفقًا لهوجو جودشالك ، لديه اختلافات مهمة عن نظام النقد الحر لسيلفيو جيزيل: فهو مال خاص، وليس مال دولة، وهو ليس مالًا قابلًا للاستهلاك وليس نقدًا، بل مال بنكي . إن القاسم المشترك الوحيد هو وجود أسعار الفائدة وغياب الفائدة، وهو ما لم يكن يتفق مع نظرية الاقتصاد حر. يحتوي نظام ڤير الأصلي على المزيد من أوجه التشابه مع برامج الخدمات المصرفية الخاصة بـ جوتفريد فيدير وأوتو ديكل و لودفيج هيربيلز .

## نظام ڤير للتسوية المصرفية
يمثل نظام ڤير القوة الشرائية المرتبطة بدائرة المشاركين باستخدام عملة ڤير. وفقًا للنظام الأساسي، فإن الهدف هو تشجيع المشاركين المنتسبين على جعل قدرتهم الشرائية متاحة لبعضهم البعض من خلال نظام "نحن او ڤير" والحفاظ عليها ضمن صفوفهم من أجل توليد إيرادات إضافية للمشاركين.
يعمل نظام تسوية ڤير كنظام دفع غير نقدي بين المشاركين في ڤير. يتم تسجيل الودائع والأرصدة المدينة في حسابات المشاركين في المقر الرئيسي لبنك ڤير في بازل. باستخدام بطاقة الخصم الخاصة بهم، والتي تستخدم في المقام الأول في قطاعي المطاعم والتجزئة، يمكن للعملاء إجراء المدفوعات عن طريق عملة ڤير فقط، او دغع مشترك بين عملة ڤير والفرنك السوسيري او عن طريق الفرنك السويسري فقط. أصبح من الممكن أيضاً إجراء المدفوعات بعملة ڤير والفرنك السويسري عبر الخدمات المصرفية عبر الإنترنت منذ منتصف عام 2008. وفي عام 2016، تم إطلاق تطبيق دفع خاص، ثم تطبيق الخدمات المصرفية عبر الهاتف المحمول في عام 2022.
يقوم كل مشارك في ڤير بتحديد معدل قبول ڤير الخاص به، وهي النسبة المئوية بين 0 و100 بالمائة التي يرغب في قبول المدفوعات بها في ڤير. ويعادل فرنك واحد فرنك سويسري واحد.
يمكن العثور على شركاء الأعمال المحتملين لـڤير على موقع WIRmarket الإلكتروني. بالإضافة إلى ذلك، يتم عقد معرض مبيعات ڤير سنويًا في ويل.
في عام 2004، حصلت عملة فرنك ڤير على رمز CHW المكون من ثلاثة أرقام وفقًا للمعيار أيزو 4217 بما يتوافق مع رمز العملة الوطنية CHF (الفرنك السويسري). عند مداخل المتاجر أو الفنادق في سويسرا، يتم عرض شعار ڤير للإشارة إلى إمكانية دفع ثمن الخدمات كليًا أو جزئيًا باستخدام عملة ڤير .
بعد التحديث الكامل لنظام ڤير في نوفمبر 2016، لم يعد هناك أي مشاركين صامتين او غير مرئيين في النظام.

## خلق المال في نظام ڤير
يتم إنشاء أرصدة ڤير من خلال القروض من بنك ڤير. يتم أيضًا إجراء فحص ( الجدارة الائتمانية / القدرة الائتمانية ) للمقترض وفقًا للإرشادات المعتادة.
القروض تأتي من خلال خلق الأموال الخاصة بالبنك بشكل مباشر. في نظام ڤير، يقوم البنك بوظيفة خلق النقود المشابهة لتلك التي يقوم بها البنك الوطني السويسري باعتباره البنك المركزي للفرنك السويسري. غالبًا ما يتم فتح الحسابات إما كجزء من أول معاملة تجارية مع عملة ڤير أو كجزء من قرض.
أرصدة ڤير غير مغطاة بالفرنك السويسري. اعتمادًا على نوع القرض، يتم تأمين قروض ڤير بالرهن العقاري، والضمانات المصرفية، والتأمين على الحياة، وما إلى ذلك. يقدم قسم ڤير، من بين أشياء أخرى، قروض البناء والرهن العقاري والحساب الجاري وقروض الاستثمار.
لا يتحمل بنك ڤير أي تكاليف ائتمانية أو إعادة تمويل من عملية إنشاء أموال ڤير. وهذا يعني أنك لن تضطر إلى دفع أي فوائد على القروض التي تمنحها. وهذا هو السبب بالتحديد وراء قدرتها على تقديم قروضها بأسعار فائدة منخفضة بشكل خاص.

## الإنتقاد والسوق الرمادية
إن إدخال أسعار الفائدة السلبية في عام 2015 يعني أنه لم يعد هناك فرق كبير في أسعار الفائدة بين بنك ڤير والبنوك الأخرى، وبالتالي فقد نظام ڤير بعض جاذبيته.
وفقًا للتلفزيون السويسري في عام 2017، يُعتبر نظام ڤير مختلًا وظيفيًا. عدد الأعضاء الجدد المشاركين في هذا النظام آخذ في التناقص. أي شخص يأخذ عملة ڤير يجد صعوبة متزايدة في التخلص منه بسبب نقص المشترين. وهذا يعني أن قيمة فرنك ڤير يتم تقييمها وبيعها في السوق الرمادية بأقل من قيمة الفرنك السويسري، على الرغم من أن الفرنك السويسري الواحد يعادل فرنكًا سويسريًا واحدًا. في عام 2017، تم دفع حوالي 65 فرنكًا سويسريًا مقابل 100 فرنك ڤير، بينما في عام 2018، تم دفع ما بين 60 إلى 63 فرنكًا سويسريًا. وفقًا للشروط والأحكام العامة، لا يُسمح للمشاركين في ڤير بالتبادل في السوق الرمادية، لكن هذا يتناقض مع حكم صادر عن المحكمة الفيدرالية والذي ينص على العكس. في بعض الأحيان، يتم فرض سعر شراء أعلى على العملاء الذين يرغبون في الدفع باستخدام عملة ڤير مقارنة بالعملاء الذين يدفعون فقط باستخدام الفرنك السويسري.
حتى عام 2017، كان المشاركون أحرارًا في قبول عملة ڤير حسب تقديرهم، ولكن منذ ذلك الحين أصبح ذلك إلزاميًا. بالإضافة إلى ذلك، تم إدراج ونشر جميع الشركات التي تقبل عملة ڤير بشكل علني، إلى جانب نسبة المبالغ التي تقبلها (بين 3% إلى 100%). كان الهدف هو تعزيز قبول عملة ڤير، والذي كان ناجحًا بسبب التعرف بشكل علني بمن يقبل عملة ڤير، ومع ذلك، أدى هذا التنظيم الجديد أيضًا إلى العديد من الإنسحابات للشركات من نظام ڤير.
ولكن الخروج من النظام ليس سهلا: فالنتيجة هي أن العملاء الذين يريدون التخلي عن عملة ڤير يتحولون عمليساً إلى مروجين ضد عملة ڤير بحكم أنهم يريدون التخلص من ممتكاتهم من عملة ڤير. ومع ذلك، قامت شركات كبيرة مثل Amag و Feldschlösschen بإنهاء عقودها.
الشبكة تعمل فقط داخل السوق الداخلية السويسرية.

## روابط الويب
- موقع بنك WIR
- Bernhard Bircher-Suits, Felix Ertle: ما هي قيمة عملة WIR اليوم؟ في: nzz.ch 13. أكتوبر 2021 ؛ تم الوصول إليه في 31. مارس 2021 .
- Michael Heim: لدينا مشكلة. وانخفضت مبيعات العملة البديلة WIR بمقدار الثلث. في: handelszeitung.ch. 5. سبتمبر 2018 ؛ تم الوصول إليه في 31. مارس 2021 .
- تقرير تلفزيوني عن بنك WIR في برنامج Report بتاريخ 30 مايو 2010 على قناة Rai 3 (فيديو يوتيوب باللغة الإيطالية مع ترجمة باللغة الإنجليزية)
  - على موقع Rai 3
- نحن - عملة تعيد اختراع التبادل. مقال بقلم جيمس ستودر وبرنارد ليتير. نُشر في كتاب "عالم المشاع - أنماط العمل المشترك" من دار نشر ترانسكريبت (2015)